# Tadighoust
Tadighoust (franska: Tadighoust (CR), Tadighoust (Commune Rurale), arabiska: ملعب) är en kommun i Marocko.   Den ligger i provinsen Errachidia och regionen Drâa-Tafilalet, i den nordöstra delen av landet, 300 km sydost om huvudstaden Rabat. Antalet invånare är 7 346.